# 御批歷代通鑑輯覽
《御批歷代通鑑輯覽》，簡稱《通鑑輯覽》，為清朝官修編年綱目體通史，乾隆三十二年（1767年）乾隆帝敕命傅恆等人撰修，以康熙《御批資治通鑑綱目》、明朝李東陽《歷代通鑑纂要》為架構重修，重新考證並重訂凡例，記錄自三皇五帝至明朝滅亡，共一百十六卷，附南明唐王、桂王紀事本末四卷。體裁以編年為主軸，引領綱、目，詳注訓詁、典故、考證，並乾隆帝親自作批注附加於上。乾隆三十三年（1768年）正月成書，由傅恆、尹繼善、劉統勳、阿里袞、劉綸、于敏中、舒赫德聯名上表進御。

## 乾隆御批
杨述曾於乾隆二十四年，充《通鉴辑览》馆纂修官，是最重要的執筆人，其他參修人員如朱筠、赵翼、陆锡熊、程晋芳，总校官如毕沅、纪昀等人皆一時之選，杨氏在乾隆三十二年《通鉴辑览》将脱稿時去世。書中共有乾隆帝御批三百餘處，計一千九百餘條，達二十萬字；史評內容廣泛，包涵史書體裁義例、朝代興衰更迭、儲君嫡庶、君臣倫理、文化道德綱常等主題，用意是“用定千古是非之准，而破儒生迂谬之论”，反映出乾隆帝各方面的思想及政治理念。乾隆三十六年将书中乾隆批语录出，另成《评鉴阐要》一书，共十二卷。在刊刻頒行後直到清末，一般士人與學子大都用此書與《綱鑑易知錄》為歷史教材，對教育有深厚影響。

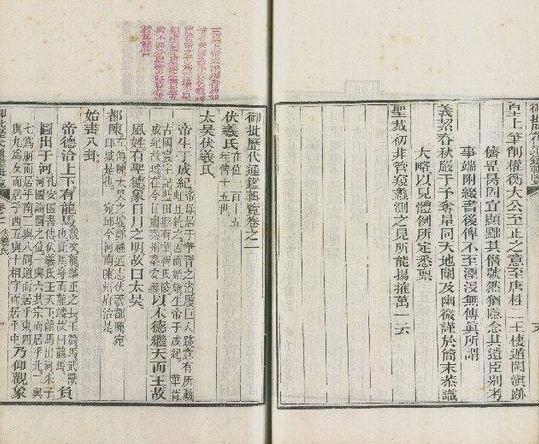
乾隆三十二年武英殿刊本《御批歷代通鑑輯覽》卷一

## 參與編修人員
《御批歷代通鑑輯覽》卷首〈職名〉詳列姓名與官銜。
- 正總裁：傅恆、來保、尹繼善、劉統勳
- 副總裁：兆惠、阿里袞、舒赫德、阿桂、劉綸、于敏中、裘曰修
- 提調官：覺羅巴延三、額爾景額、珠魯訥、慶桂、傅顯、博清額、伊克坦布、袁守侗、眭朝棟、毛永爕、顧雲、馮光熊、劉秉恬、王昶、張霽
- 收掌官：保成、勒保、毛應藻、鄭步雲、馮應榴
- 纂修官：楊述曾、朱筠、韋謙恆、彭元瑞、趙翼、曹錫寶、陸錫熊、阮葵生、汪孟鋗、趙文哲、嚴長明、程晉芳
- 校對官：沈世煒、孫士毅、王嵩柱、方煒、郭元漋、劉鳳翔、褚寅亮、鄭廷槐、吳寬、吳烺、周發春
- 總校官：劉星煒、汪廷璵、畢沅、王紹曾、曹文埴、吳省欽、李孔陽、王燕緒、陳蘭森、紀昀、嵇承謙、宋銑

### 刊刻
- 監理：永珹、英廉、和爾經額
- 校刊：王際華、覺羅奉寬
- 監造：六十九、誠意、劉淳、永善、扎欽、六格、吉蘭泰、文殊保、六達塞、伊靈阿
- 校對：彭紹觀、陳淦、張書勳、姚頤、陸費墀、陳昌圖、陳桂森、黃良棟、徐天柱、秦泉、劉錫嘏、楊壽楠、張運暹、季學錦、顧天駿、袁錫衡、毛圻、戚健中、楊有源、王炳文

## 格式
- 四部類目：史部，編年類，通代之屬。
- 現存版本：乾隆三十二年武英殿刊本、乾隆間內府烏絲欄朱墨寫本、內府朱絲欄寫本、乾隆間文淵閣四庫全書寫本、四庫全書薈要本、嘉慶間武英殿重刊本、同治十年潯陽萬氏芋栗園重刊本。
- 卷數：一百十六卷，附唐桂王紀事本末四卷。
- 冊數：五十八冊（武英殿刊本）或六十冊（武英殿重刊本）、一百零二冊（文淵閣四庫全書寫本）、一百零八冊（芋栗園重刊本）、一百一十冊（摛藻堂四庫全書薈要寫本）一百一十六冊（內府朱絲欄寫本）。
- 裝訂：線裝。
- 版面：
  - 乾隆三十二年武英殿刊本：每頁面十一行，每行二十二字。若用小字則雙行，字數相同。行格四周雙欄，板心花口、單魚尾，中縫上記書名「御批歷代通鑑輯覽」，下為卷次、頁次。
  - 乾隆四十九年摛藻堂四庫全書薈要寫本：每頁面八行，每行二十一字。若用小字則雙行，字數相同。行格四周雙欄，板心花口、單魚尾，中縫上記「欽定四庫全書」，下為「御批歷代通鑑輯覽」及卷次、頁次。

## 外部連結
《御批歷代通鑑輯覽》
- 卷一@archive.org（互联网档案馆）
- 卷一百十一@archive.org